# Aki Yerushalayim
Aki Yerushalayim (en judéo-espagnol : Ici Jérusalem) est une revue culturelle de langue judéo-espagnole (aussi appelée ladino). Il s'agit à l'heure actuelle de la principale publication internationale dans cette langue.
Magazine de publication bi-annuelle imprimé en Israël, Aki Yerushalayim est aujourd'hui une revue diffusée sur Internet qui publie des articles intéressant la communauté juive séfarade d'Israël et du monde entier.
Elle a d'abord été publiée dès 1979 en collaboration avec  l'émission du même nom consacrée aux Judéo-Espagnols séfarades de la radio Kol Israel (La voix d'Israël) .
Le directeur de publication est, depuis sa création, Moshé Shaul. En 1990, il reçoit une mention spéciale délivrée par los premios Rey de España (un prix de journalisme espagnol) pour « son digne effort dans la conservation linguistique de l'espagnol » .
En 1992, l'association SEFARAD, qui vise à promouvoir et protéger la culture judéo-espagnole, reprend la revue à laquelle l'Autorité Nationale du Ladino apporte son appui depuis 1998.
La revue a fêté ses 25 ans et tiré plus de 75 numéros.

## Autres titres de la presse judéo-espagnole
- Şalom, hebdomadaire turc avec une page écrite en judéo-espagnol.
- La Luz de Israel, périodique judéo-espagnol d'Israël.